# Vaszitta terhessége
| A tábla szövege |
| --- |
| 1. […]×-×-⌐an¬ da-×[…] 2. [ _ _ ]NI2.TE-aš-ša-an m[u?-…] (… az orcáját…) 3. […] [ _ š]a-ak-ki (…ismeri…) 4. d?ku-mar-bi-×[…] (Kumarbi…) 5. [ _ (_) ]×-za-an UDKAM.ḪI.A-uš kap-[pu-u-wa-…] (…ha számolod a napokat…) 6. [ _ IT]U KAM.ḪI.A-uš gul-aš-⌐ke-ez¬-[zi] (…írd fel a hónapokat…) 7. [k]e?-e-da-an-ta GIŠBANŠUR ×[…] (…hogy az asztal…) 8. […] [(_)]×-et 9. nu-uš-ša-an ⌐UDKAM¬.ḪI.A-uš[…] (megelégedve? a napok…) 10. [ _ ] DIŠKAMpa-it (…az első [hónap?] híre…) 11. ITU TAB⌐KAM¬ ti-ya-a[t] (eljött a második hónap) 12. [IT]U IA2KAM ITU AŠ2[KAM] ITU IA2.TAB ITU IA2.EŠ6KAM tiya[t] (az ötödik, a hatodik, a hetedik, a nyolcadik hónap eljött) 13. […] [tu2]ḫ-ḫe-eš-ki-u-⌐wa¬-an ti-y[a-a]t (…vajúdni kezdett) 14. [ḪUR.S]AGwa-a-a-ši-it-ta-aš tuḫ2-ḫa-a-et (Vaszitta vajúdott) 15. [ (_) t]uḫ2-ḫi-ma-an × × × ×[…] (…a vajúdást…) 16. [ _ (_)-a]r d?ku-mar-bi-iš iš-ta-ma-[aš-t]a (…Kumarbi hallotta…) 17. ḪUR.SAG⌐wa-a-a-ši-it¬-[ta] [tu2]ḫ-ḫa-a-et (Vaszitta vajúdott) 18. nu-uš-ši ḪUR.SAGMEŠ ḫu-⌐u¬-ma-an-te-eš u2-w[a]-⌐an?¬-n[a] (és a hegyek odamentek hozzá, hogy utánanézzenek) 19. ḪUR.SAGwa-a-a-ši-it-ta ⌐ḪUR¬.SAGMEŠ ḫu-u-ma-an-te-eš [me]-mi-iš-ki-u-wa-an da-a-er (Vaszittához beszéltek a hegyek) 20. ḪUR.SAGwa-a-ši-it-⌐ta¬ [k]u-⌐wa¬-[at-wa] [tu2]ḫ-ḫa-a-et (Vaszitta, miért sikoltottál?) 21. DUMU-an-na-za-wa-za tuḫ2-ḫi-ma-an U2-UL ša-⌐ak-ti¬ (a sikoltozást ifjúságodtól nem ismered) 22. ⌐U2¬-UL-an-tak2-kan2 ?gul-aš-še-eš gul-aš-še-era (a végzetistennők nem írták neked elő) 23. ⌐U2-UL¬-ma-an-[ta2]k-⌐kan2¬ [AM]A-aš še-er ḫa-aš-ta (anyád sem teremtette neked) 24. ḪUR.SAGwa-a-a-ši-it-⌐ta¬-aš ⌐da-pi2-aš ḪUR¬.SAG⌐MEŠ¬ [EG]IR-pa me-mi-iš-ki-u-wa-an da-a-iš (Vaszitta válaszolt a hegyeknek) 25. DUMU-an-⌐na?-za?¬-wa-az ⌐tuḫ2¬-ḫi-ma-⌐an¬ U2-UL I-DE (a sikoltozást gyermekként nem ismertem) 26. U2-UL-an-mu-kan2 ?gul-⌐aš-še-eš¬ gul-aš-še-era (végzetistennők nem írták nekem elő) 27. U2-UL-ma-an-mu-uš-ša-an AMA-YA še-er ḫa-a-aš-ta (anyám sem teremtette nekem) 28. […]×-× ḪUR.SAGMEŠ-aš iš-tar-n[a] LU2U2-BA-RUM ma-a-an […] (úgy jött a hegyekbe, mint egy idegen) 29. [n]u-mu-za kat-ti-iš-ši ša-aš-nu-ut (és velem akart aludni) 30. nu a-pi2-it pa-an-ta-la-az-pat2 […]× tuḫ2-ḫe-eš-ki-u-wa-an te-eḫ-ḫu-un (akkor kezdtem szülni) 31. […-i]t ḫa-at-ta-an-te-eš (…a megvert) 32. ⌐EGIR¬-pa-at-za […] (…azt vissza…) 33. ⌐IA2.LIMMU3¬[KAM p]a-it (a kilencedik [hónap] is eljött) 34. nu ITU 10KAM ti-ya-at (és jött a tizedik hónap) 35. […]×-te-eš tuḫ2-ḫe-eš-⌐ki-wa¬-[an t]i-y[a-at] (elkezdett vajúdni) 36. nu tuḫ2-ḫi-m[a-an …] (és vajúdott…) |

Vaszitta terhessége (hettita ḪUR.SAGwa-a-ši-it-ta(-aš), normalizált alakja Wašitta) egy i. e. 12. század környékéről származó, rendkívül töredékesen, egyetlen példányban fennmaradt hettita eposz részlete, a Bo 6196 számú lelet. Valószínűleg a Kumarbi-mítoszok körébe tartozik, mint az Ének Ullikummiról, esetleg ez utóbbinak egy bevezető epizódja. Forráskiadása a Keilschrifturkunden aus Boğazköy (KUB) 33.118-ban volt. A hettita szövegek katalógusa a 346. szám alatt tartalmazza az összes Kumarbi-töredéket, ezek közül az 5. számú meséli el Vaszitta történetét (CTH#346.5).
Főhőse Vaszitta, a hegy, de közelebbit nem tudni róla, a szöveg eleje teljesen olvashatatlan. A szöveg töredékes első felében hónapok számolása olvasható, ebből arra következtetnek, hogy a terhesség hónapjainak leírása volt valaha (lásd: Enki és Ninhurszag vagy Appu és két fia). A hettita mitológiában sokszor megjelennek a hegyek, sziklák tiszteletének jelei, így az Ullikummi-töredékben Peruvasz, máshol a Hazzi-hegy, ebben pedig Vaszitta. A hegyet valószínűleg maga Kumarbi termékenyítette meg, aki a szövegben feltűnik, de bizonytalan kontextusban.
A tábla legépebb része a közepe. A hónapszámlálás után a szülés megindulásáról van szó, amit Kumarbi és a szomszédos hegyek is meghallanak. Vaszitta a vajúdás közben elmeséli a fogantatás történetét, majd megszüli gyermekét. A történet a szülésig jut el, a befejezés ismeretlen.